# الطريق الأوروبي E12
الطريق الأوروبي E12 هو طريق يمثل جزءًا من شبكة الطرق الأوروبية الدولية. يبدأ في مو إي رانا بالنرويج، عبر السويد وينتهي في هلسنكي بفنلندا، يبلغ طول الطريق حوالي 910 كيلومتر (570 ميل).